# Trofeo Ágora
El Trofeo Ágora fue un torneo amistoso de fútbol organizado en España por el Grupo Ágora el 2 de agosto de 2011, con motivo del décimo aniversario del Grupo. Dicho torneo enfrentó al club español Levante Unión Deportiva y el uruguayo Club Atlético Peñarol antes del comienzo de la temporada 2011-12. El equipo uruguayo consiguió el trofeo tras imponerse por 2-0 en los 90 minutos con goles de los juveniles Cristian Palacios y Santiago Silva.

## Partido
| 1     | POR   | Gustavo Munúa         | 59' |
| 19    | DEF   | Pedro López           | 59' |
| 3     | DEF   | Nano                  |     |
| 18    | DEF   | Sergio Ballesteros    |     |
| 12    | DEF   | Juanfran García       |     |
| 4     | MED   | Farinós               | 20' |
| 10    | MED   | Iborra                |     |
| 7     | MED   | Barkero               |     |
| 23    | MED   | Valdo                 |     |
| 9     | DEL   | Rafa Jorda            |     |
| 11    | DEL   | Wellington Silva      | 59' |
| D. T. | D. T. | Juan Ignacio Martínez |     |

| 12    | POR   | Fabián Carini        |     |
| 4     | DEF   | Alejandro González   | 46' |
| 23    | DEF   | Carlos Valdez        | 46' |
| 2     | DEF   | Emilio MacEachen     |     |
| 18    | DEF   | Emiliano Albín       |     |
| 11    | MED   | Sebastián Cristóforo | 79' |
| 6     | MED   | Edison Torres        |     |
| 19    | MED   | Nicolás Amodio       | 46' |
| 11    | MED   | Facundo Guichón      | 59' |
| 20    | DEL   | Cristian Palacios    | 70' |
| 9     | DEL   | Rodrigo Pastorini    | 46' |
| D. T. | D. T. | Diego Aguirre        |     |

| 14 | MED | Xavi Torres | 20' |
| 13 | POR | Navas       | 59' |
| 17 | DEF | Javi Venta  | 59' |
| 20 | DEL | Juanlu      | 59' |

| 15 | MED | Mathías Corujo      | 46' |
| 6  | DEF | Guillermo Rodríguez | 46' |
| 5  | MED | Nicolás Freitas     | 46' |
| 10 | DEL | Maximiliano Pérez   | 46' |
| 13 | DEL | Santiago Silva      | 59' |
| 8  | DEL | Alejandro Siles     | 70' |
| 7  | MED | Jim Varela          | 79' |

| Anotado | 45' | Cristian Palacios |
| Anotado | 80' | Santiago Silva    |

| Amonestado | 53' | Rafa Jorda         |
| Amonestado | 61' | Sergio Ballesteros |

| Amonestado | 39' | Edison Torres    |
| Amonestado | 53' | Emilio MacEachen |
| Amonestado | 64' | Nicolás Freitas  |
| Amonestado | 73' | Mathías Corujo   |

| Árbitro | Barberá Fuentes |

| 1     | POR   | Gustavo Munúa         | 59' |
| 19    | DEF   | Pedro López           | 59' |
| 3     | DEF   | Nano                  |     |
| 18    | DEF   | Sergio Ballesteros    |     |
| 12    | DEF   | Juanfran García       |     |
| 4     | MED   | Farinós               | 20' |
| 10    | MED   | Iborra                |     |
| 7     | MED   | Barkero               |     |
| 23    | MED   | Valdo                 |     |
| 9     | DEL   | Rafa Jorda            |     |
| 11    | DEL   | Wellington Silva      | 59' |
| D. T. | D. T. | Juan Ignacio Martínez |     |

| 12    | POR   | Fabián Carini        |     |
| 4     | DEF   | Alejandro González   | 46' |
| 23    | DEF   | Carlos Valdez        | 46' |
| 2     | DEF   | Emilio MacEachen     |     |
| 18    | DEF   | Emiliano Albín       |     |
| 11    | MED   | Sebastián Cristóforo | 79' |
| 6     | MED   | Edison Torres        |     |
| 19    | MED   | Nicolás Amodio       | 46' |
| 11    | MED   | Facundo Guichón      | 59' |
| 20    | DEL   | Cristian Palacios    | 70' |
| 9     | DEL   | Rodrigo Pastorini    | 46' |
| D. T. | D. T. | Diego Aguirre        |     |

| 14 | MED | Xavi Torres | 20' |
| 13 | POR | Navas       | 59' |
| 17 | DEF | Javi Venta  | 59' |
| 20 | DEL | Juanlu      | 59' |

| 15 | MED | Mathías Corujo      | 46' |
| 6  | DEF | Guillermo Rodríguez | 46' |
| 5  | MED | Nicolás Freitas     | 46' |
| 10 | DEL | Maximiliano Pérez   | 46' |
| 13 | DEL | Santiago Silva      | 59' |
| 8  | DEL | Alejandro Siles     | 70' |
| 7  | MED | Jim Varela          | 79' |

| Anotado | 45' | Cristian Palacios |
| Anotado | 80' | Santiago Silva    |

| Amonestado | 53' | Rafa Jorda         |
| Amonestado | 61' | Sergio Ballesteros |

| Amonestado | 39' | Edison Torres    |
| Amonestado | 53' | Emilio MacEachen |
| Amonestado | 64' | Nicolás Freitas  |
| Amonestado | 73' | Mathías Corujo   |

| Árbitro | Barberá Fuentes |